# Wojszyce (Wrocław)
Wojszyce – osiedle w południowej części Wrocławia, na obszarze byłej dzielnicy Krzyki. Znajduje się na południe od Towarowej Obwodnicy Wrocławia, przechodzi tędy także, ponownie uruchomiona w dniu 12 czerwca 2022, linia kolejowa przez Kobierzyce do Świdnicy, uruchomiona w 1884.

## Nazwa
Nazwa należy do grupy nazw patronomicznych i pochodzi prawdopodobnie od staropolskiego imienia założyciela miejscowości Wojsława. Heinrich Adamy w swoim dziele o nazwach miejscowości na Śląsku wydanym w 1888 roku we Wrocławiu wymienia jako najstarszą zanotowaną nazwę miejscowości Woysici podając jej znaczenie Dorf des Woiski, czyli po polsku Wieś Wojskiego.
Wieś wzmiankowana po raz pierwszy w łacińskim dokumencie z 1249 roku gdzie zanotowana została w zlatynizowanej, staropolskiej formie Woysici. Słownik geograficzny Królestwa Polskiego wydany w latach 1880–1902 notuje nazwę miasta pod polską nazwą Wojszyce oraz zgermanizowaną Woischwitz. Podaje on również wcześniejsze nazwy zanotowane w łacińskich dokumentach jak: Woysici (1249), Wischowicz (1283) oraz Woyschisz (1338).
Przed II wojną światową wieś nosiła niem. nazwę Woischwitz, która w 1936 w okresie reżimu nazistowskiego została zamieniona na całkowicie niemiecką nazwę Hoinstein. Od 1945 nazwa została zmieniona na krótko na Uścimów, a od ok. 1947 – pod obecną nazwą Wojszyce.

## Historia

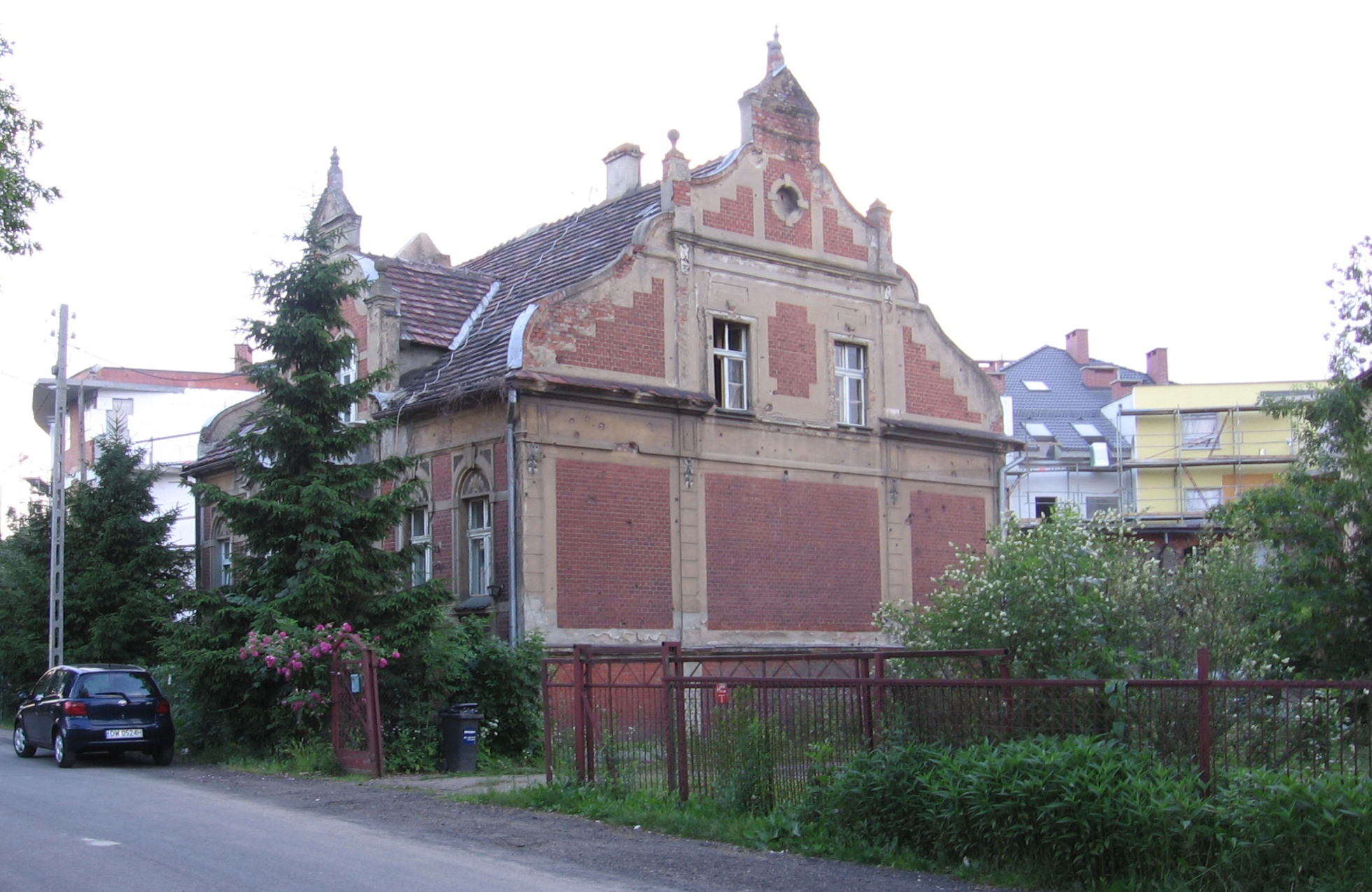
Stara (1906) zabudowa Wojszyc

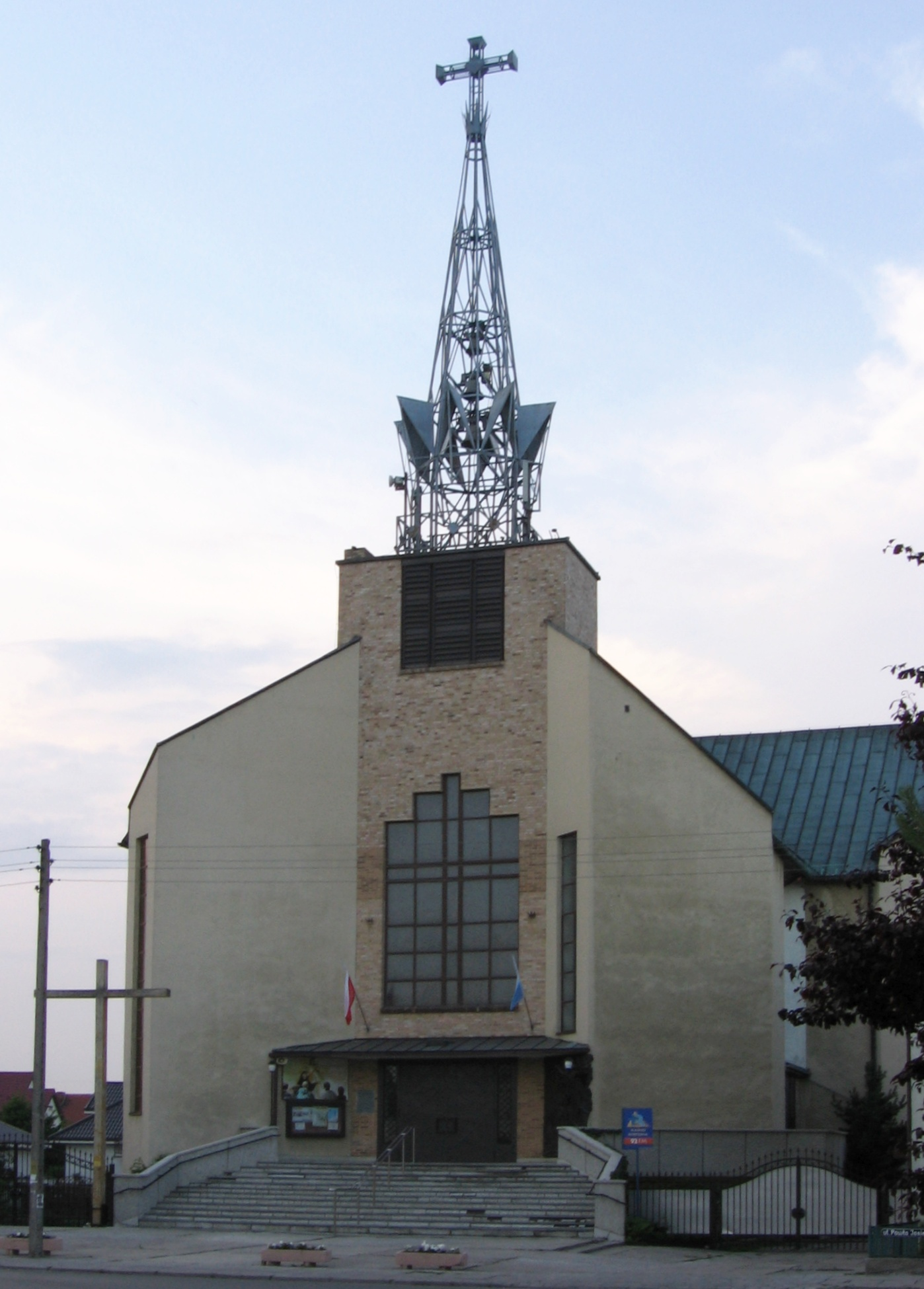
Kościół Najświętszego Zbawiciela

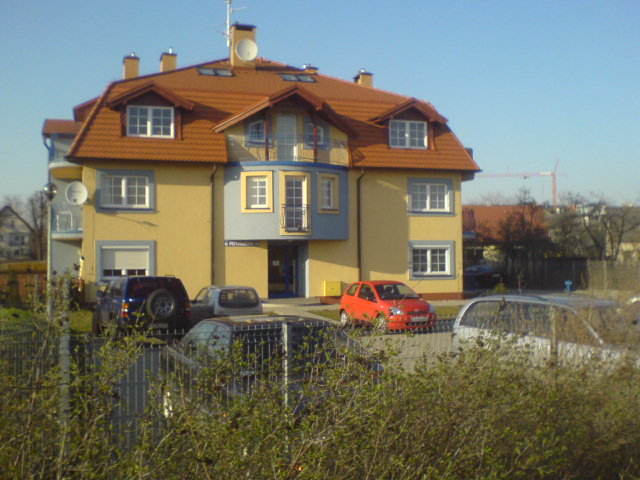
Budynek mieszkalny przy ul. Przystankowej

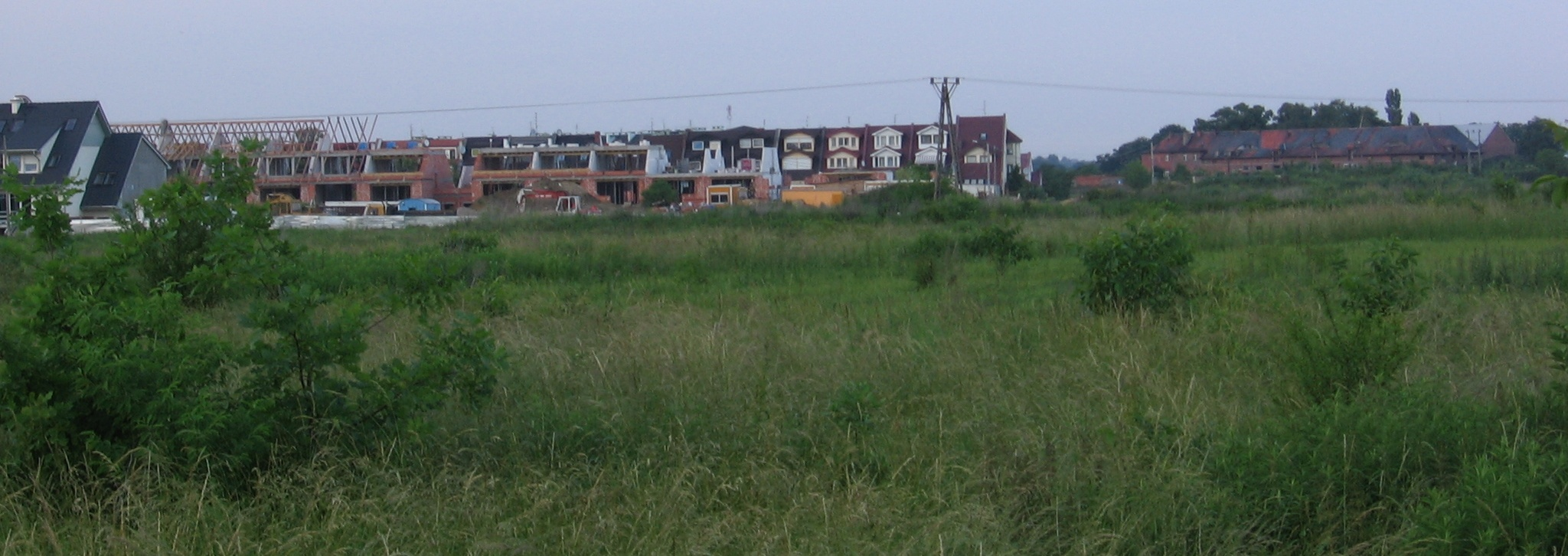
Nowa zabudowa szeregowa
daleko po prawej dawny klasztor/PGR

Wieś założona najprawdopodobniej przez księcia Henryka Brodatego na początku XIII wieku, wzmiankowana po raz pierwszy w 1249. Zapisy z 1327 i 1338 wspominają wieś jako własność komandorii joannitów Bożego Ciała we Wrocławiu. Czeski król Jan Luksemburski nadał w 1340 tutejszemu dworowi przywilej dla swego dworzanina, H. von Essina, a od 1347 wieś była własnością wrocławskich mieszczan (M. von Sittina i W. Haunolda), a w latach ok. 1444–1457 należała do rodziny Stolcz: Kathariny Stolcz, wdowie po Niclasie Stolcz oraz Annie Hesse (córce). W 1527 wieś nabył klasztor dominikanek. Po kasacie klasztorów w 1810 wieś przeszła w ręce prywatne, pod koniec XIX wieku była własnością P. von Nähricha wchodząc w skład majątku Puschkau (Pastuchów).
Na przełomie XIX i XX wieku Emil Rost wybudował w Wojszycach koło stacji kolejowej kompleks rozrywkowo-wypoczynkowy Etablissement zur Erholung (dosł. „założenie wypoczynkowe”), z salą balową, sceną, restauracją itp. atrakcjami dla zamożniejszych Wrocławian udających się na podmiejskie wycieczki. Wieś przyłączono do miasta Wrocławia z początkiem roku 1951, razem z sąsiadującym Ołtaszynem, Jagodnem i Lamowicami Starymi. Osiedle ponadto graniczy ze znajdującymi się poza Wrocławiem Radomierzycami (na południu) i z osiedlem Gaj (na północy, za torami kolejowymi).
Wojszyce leżą w pasie pomiędzy dwoma południkowo wytyczonymi ulicami wylotowymi z Wrocławia: Grota-Roweckiego i Buforową. Znaczna część powierzchni osiedla nie jest jeszcze zabudowana, znajdują się tu m.in. ogródki działkowe. Przy ulicy Smardzowskiej (boczna Klasztornej, dawniej Höfer Gasse, czyli „Zaułka Dworskiego”), w okolicy odległej o kilkaset metrów od innych zabudowań, znajdują się popadające w ruinę zabudowania mieszkalne i gospodarcze byłego klasztornego folwarku, potem (w latach 50. XX wieku) przekształconego w państwowe gospodarstwo rolne lub rolniczą spółdzielnię produkcyjną, obecnie nieistniejącą.
Najstarsza część Wojszyc na północy osiedla charakteryzuje się zabudową odzwierciedlającą średniowieczny układ wsi ulicówki wzdłuż niegdyś głównej drogi, dzisiejszej ulicy Pawiej (dawniej Dorfstraße, tj. „Wiejskiej”). Na północnym skraju osiedla, pomiędzy nasypem kolejowej obwodnicy towarowej a linią kolejową do Świdnicy znajdują się podmiejskie domy jednorodzinne i dwurodzinne typowe dla architektury z początków XX wieku i okresu tuż po I wojnie światowej. W latach 30. rozbudowywano wieś w kierunku zachodnim, w kierunku dzisiejszej ulicy Grota Roweckiego. Po wojnie i po przyłączeniu wsi do Wrocławia rozwój osiedla był przez pierwsze dziesięciolecia niezbyt szybki, dopiero od lat 80. zaczęło tu przybywać coraz więcej domów jednorodzinnych, w tym także i w dalszej jego części, na południe od ulicy Parafialnej. Znaczna część tej zabudowy ma układ szeregowy z jednorodzinnymi segmentami, przy czym ten typ zabudowy realizowany jest także obecnie (2006). Na potrzeby wzrastającej szybko liczby mieszkańców osiedla już w 1985 rozpoczęto budowę na Wojszycach kościoła pod wezwaniem Najświętszego Zbawiciela przy ul. Pawła Jasienicy (proj. arch. Andrzej Poniewierka). Konsekracji kościoła dokonał ks. kard. Henryk Gulbinowicz 29 czerwca 1991.  
Ulica Przystankowa figuruje w gminnej ewidencji zabytków wraz z osiemnastoma obiektami znajdującymi się na niej. Większość z nich to zabudowania mieszkalne lub gospodarcze, lecz znajdują się pośród nich stary dworzec Wrocław Wojszyce pod numerem 20, jak i przyległa do niego nastawnia i magazyn ekspedycji kolejowej. Do gminnej ewidencji zabytków trafił też budynek obecnej Szkoły Podstawowej nr. 23 im. Gen. Stefana Grota-Roweckiego oraz jej sala gimnastyczna, będące wspólnie częściami Domu Towarzyskiego Zur Erholung. Przy ulicy Pawiej znajduje się 46 budynków będących na gminnej ewidencji zabytków, większość z nich z pierwotnym przeznaczeniem mieszkalnym, gospodarczym lub produkcyjnym. Zabudowania willowe i mieszkalne stanowią większość odnotowanych zabytków na pozostałych ulicach Wojszyc. Zabytkiem niewpisanym do rejestru jest również oryginalny układ urbanistyczny wsi Wojszyce.

## Komunikacja miejska
Do osiedla można dojechać autobusami linii:
- 112 (Krzyki – Wysoka - Ołtaszyn - Wojszyce - Dworzec Główny PKP - Galeria Dominikańska)
- 113 (Krzyki – Ołtaszyn - Wojszyce - Dworzec Główny PKP - Galeria Dominikańska)
- 612 (Krzyki – Dw. Główny PKP przez Wysoką, Ślęzę, Bielany Wrocławskie)
- 249 (Krzyki – Jarnołtów przez Port Lotniczy; linia nocna)

Zgodnie z planem MPK Wrocław przewidywane jest przedłużenie linii autobusowej N (Litewska – Petrusewicza (w przyszłości Zwycięska)).